# Nymphon laneum
Nymphon laneum is een zeespin uit de familie Nymphonidae. De soort behoort tot het geslacht Nymphon. Nymphon laneum werd in 2006 voor het eerst wetenschappelijk beschreven door Turpaeva. 